# Rogatki miejskie Płocka
Rogatki miejskie Płocka – system punktów kontrolnych na obrzeżach Płocka, utworzony w pierwszej połowie XIX wieku.
Po II rozbiorze Polski Płock znalazł się w zaborze pruskim. Nowe władze od razu przystąpiły do rozbudowy miasta. W 1803 roku rozpoczęto realizację planu Schmida, zakładającego likwidację średniowiecznych murów miejskich w zamian za utworzenie o wiele większego pierścienia z wałów otaczającego miasto. Na przecięciach wału z drogami wjazdowymi zaplanowano rogatki miejskie. Jednak ich budowa zaczęła się dopiero po kongresie wiedeńskim. Niskie, murowane budynki zostały zaprojektowane przez warszawskiego architekta Jakuba Kubickiego. Ulokowane po obu stronach drogi stanowiły siedzibę urzędników pobierających opłaty wjazdowe. Do dziś zachowały się trzy z czterech wybudowanych par rogatek: przy drogach na Dobrzyń nad Wisłą, Płońsk i Warszawę.
- Rogatki bielskie powstały około roku 1824 i jako jedyne nie przetrwały do dziś. Zostały zniszczone podczas I wojny światowej przez nacierające od wschodu wojska bolszewickie[1]. Rogatki znajdowały się na środku skrzyżowania obecnych ulic Bielskiej i Jachowicza, mniej więcej na wysokości znajdującego się tam aktualnie pasa zieleni. Były to budynki dość okazałe, na planie prostokąta, dwukondygnacyjne, z czterospadowym dachem. W swojej formie były nieco skromniejsze niż rogatki warszawskie czy dobrzyńskie.

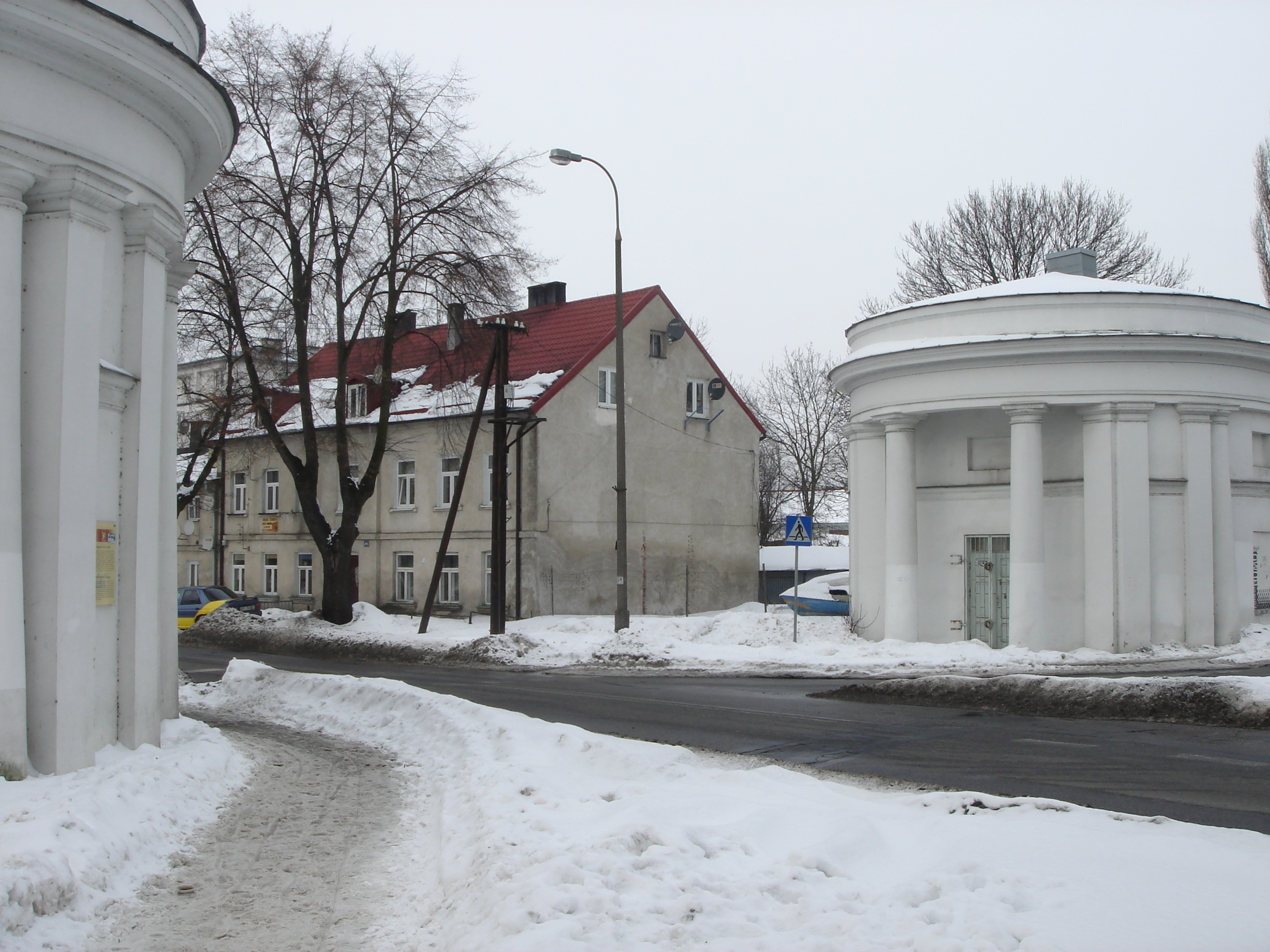
Rogatki dobrzyńskie

- Rogatki dobrzyńskie wzniesiono ok. roku 1825 przy trakcie prowadzącym w kierunku Dobrzynia nad Wisłą, od czego pochodzi ich nazwa. Mają kształt rotund z łukowatymi wnękami oraz gzymsem wspartym na kolumnach, półkolumnach i pilastrach toskańskich[2]. Obecny adres rogatek to ul. Kazimierza Wielkiego 24.

- Rogatki płońskie, wybudowane w roku 1825, są budynkami skromniejszymi od tych przy drogach na Warszawę czy Dobrzyń. Ponadto, jako jedyne nie stanowią symetrycznych budowli. Rogatka północna jest znacznie mniejsza, wybudowana na planie kwadratu. Natomiast południowa została wzniesiona na planie prostokąta. Obydwie zwrócone są do siebie wejściami, które to są schowane w podcieniach, ograniczonych przez dwie pary kolumn w porządku doryckim[2]. Dziś rogatki płońskie służą za główny wjazd do Szkoły Wyższej im. Pawła Włodkowica.

- Rogatki warszawskie (zwane też wyszogrodzkimi) zostały wzniesione najwcześniej ze wszystkich, bo w latach 1816–1818. Stanowią dwa budynki zlokalizowane po dwóch stronach ul. Kolegialnej 40 zaraz przed jej rozwidleniem na ul. Wyszogrodzką i Słoneczną. Zbudowane na planie prostokąta, mające wgłębione portyki z kolumnami w porządku jońskim, stanowią nawiązanie do wcześniejszych realizacji Kubickiego w Warszawie – rogatek grochowskich i mokotowskich[2].